# (981) Мартина
(981) Мартина (лат. Martina) — астероид главного пояса, принадлежащий к спектральному классу CFU. Астероид был открыт 23 сентября 1917 года российским астрономом Сергеем Ивановичем Белявским в Симеизской обсерватории, в Крыму и назван в честь французского революционера Анри Мартена.
Астероид был открыт во время первой мировой войны, когда Симеис долгое время не общался с остальными международными обсерваториями.

## Характеристики
Орбита астероида лежит во внешней части главного пояса астероидов. Мартину причисляют к астероидам крупного семейства астероидов Фемиды.
На основе кривых блеска астероида был вычислен период вращения, равный 11.2 часа. На основе среднего альбедо равное 0,106, был вычислен размер астероида, равный 32,5 км.
Астероид принадлежит к спектральному классу CFU, что означат, что астероид проявляет признаки темных углеродных астероидов класса С, класса F, а также класса U, который соответствует астероидам не принадлежащим к другим известным классам.